# Ausztriai Anna spanyol királyné
Ausztriai Anna (spanyolul: Ana de Austria, németül: Anna von Österreich, portugálul: Ana de Áustria; Cigales, Spanyolország, 1549. november 2. – Badajoz, Spanyolország, 1580. október 26.), Spanyolország királynéja 1570-től, valamint életének utolsó napjaiban még rövid ideig Portugália királynéja 1580-ban bekövetkezett haláláig. A Habsburg-ház osztrák ágának tagja.
Anna volt II. Miksa német-római császár és Ausztriai Mária császárné legidősebb gyermeke. Eredetileg unokatestvérének, Asztúria hercegének, a spanyol trónörökösnek, II. Fülöp király fiának volt a jegyese, ám ő 1568. július 24-én meghalt. Mivel II. Fülöpnek ugyanebben az évben, október 3-án halt meg harmadik felesége, Franciaországi Erzsébet, így végül 1570-ben Anna magához a királyhoz, azaz anyai nagybátyjához ment hozzá.
A beszámolók szerint Anna volt Fülöp négy felesége közül a legkedvesebb. Házasságukat boldognak írják le, amit nagyban befolyásolt a királyné élénk és vidám természete. Kapcsolatukból öt gyermek született, de felnőttkort csak a későbbi uralkodó, III. Fülöp érte el. Jó kapcsolatot ápolt hitvese előző házasságából származó két leányával, Izabella Klára Eugénia és Katalin Mihaéla infánsnőkkel is. Influenza következtében hunyt el harmincéves korában.

## Életrajza

### Ifjúkora

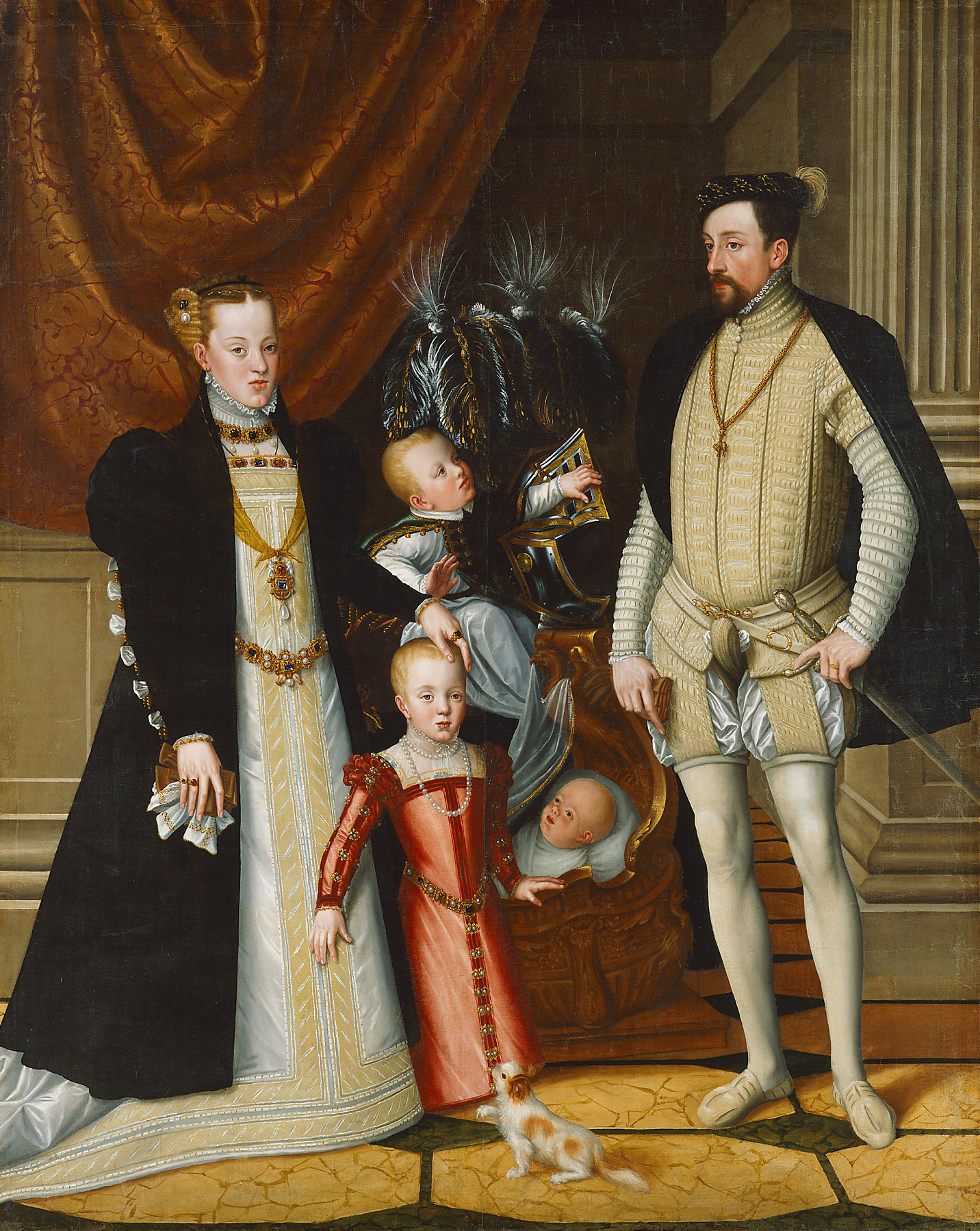
Az ifjú Anna főhercegnő (középen pirosban) családja társaságában 1553 körül. Balról jobbra: édesanyja, Ausztriai Mária császárné, testvérei, Rudolf és Ernő főhercegek, valamint édesapjuk, II. Miksa császár (Giuseppe Arcimboldo, Bécsi Szépművészeti Múzeum

A főhercegnő volt II. Miksa német-római császár és Ausztriai Mária legidősebb gyermeke. Már szülei is elsőfokú unokatestvérek voltak. Anyai nagyapja, V. Károly császár és király uralkodása alatt született Cigalesben, a Spanyolországban, ám négy éves korától Bécsben nevelkedett. Annát apja kedvenc gyermekének tartották, aki még egy magyarországi látogatást is késleltetett, hogy leánya mellett lehessen annak betegeskedése idején.
A német-római császár leányaként kívánatos menyasszonyjelölt volt az európai előkelőségek között. Szülei úgy vélték, hogy egy spanyol házasság megerősíti a Habsburg-ház két ágának, a spanyol és az osztrák Habsburgok kapcsolatát. Ezért kezdetben unokatestvére, Károlynak, Asztúria hercegének jegyese volt, ám a házassági tervek szerte foszlottak a trónörökös 1568-ban bekövetkezett halálával. Mivel nagybátyja, II. Fülöp spanyol király harmadik felesége, Franciaországi Erzsébet királyné ugyanebben az éveben belehalt a szülésbe, a király végül maga kérte meg a főhercegnő kezét. A terveket eleinte sokan ellenezték, köztük V. Piusz pápa is, ám végül sikeresen elrendezték az esküvőt.

### Házassága

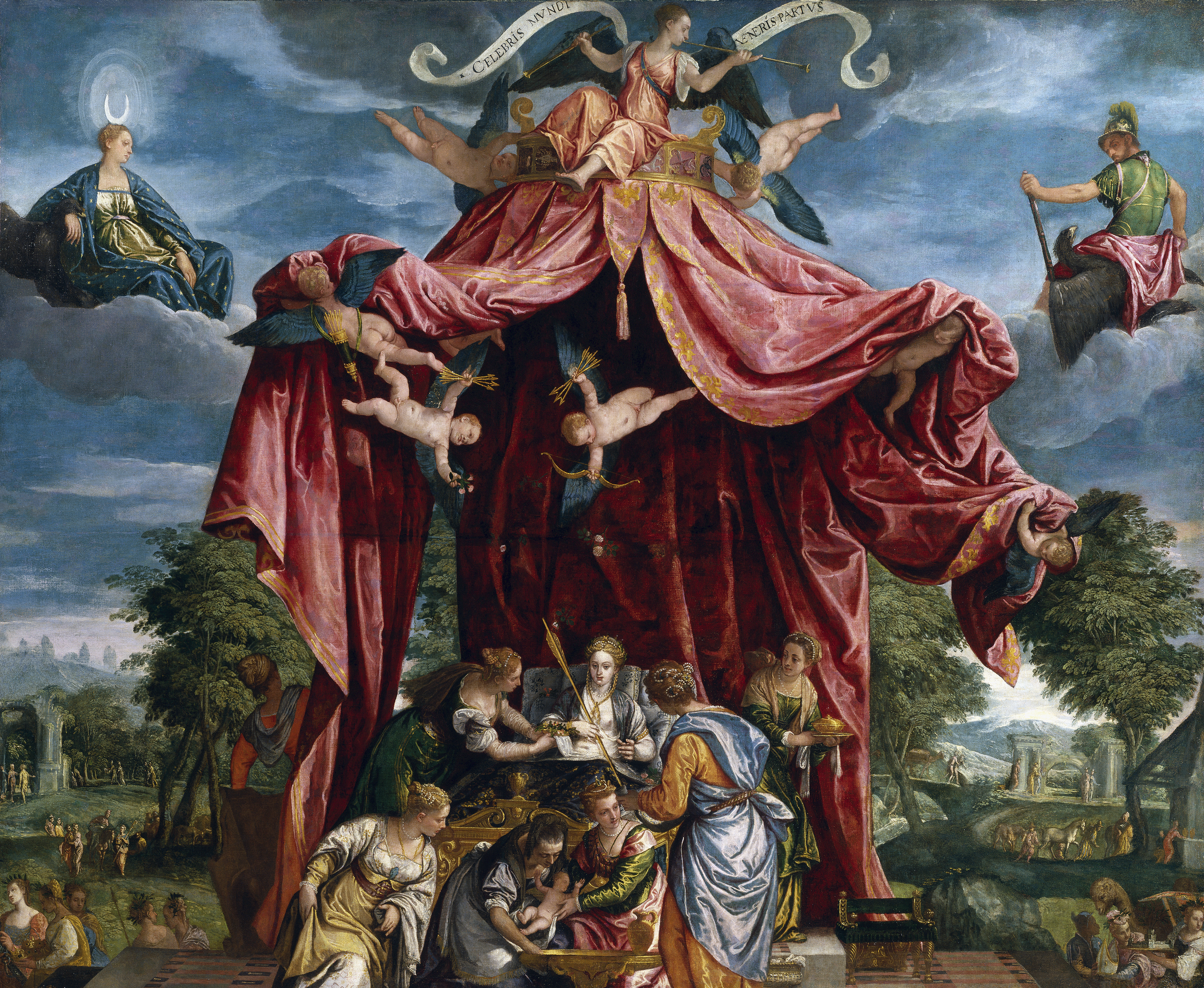
Ferdinánd asztúriai herceg 1571-es születésének allegorikus ábrázolása (Museo del Prado)

1570 májusában képviselők útján egybekeltek. Anna 1570 őszén indult Ausztriából a Spanyolországba két fivére, Albert és Vencel főhercegek kíséretében. (Albert később a király egyik leányát, Izabella Klára Eugéniát vette feleségül és közösen kormányozták a Spanyol-Németalföldet, míg Vencelt a kasztíliai Máltai lovagrend nagymesterévé nevezték ki, ám tizenhat éves korában váratlanul elhunyt.)
Anna lett II. Fülöp spanyol király negyedik felesége. A király mindhárom korábbi hitvesével, Portugáliai Mária Manuélával, I. Mária angol királynővel és Franciaországi Erzsébettel is rokoni kapcsolatban állt. Annával való házassága a Habsburg-ház osztrák és spanyol ágának megerősítése érdekében született. Bár a főhercegnőt (Franciaországi Erzsébethez hasonlóan) eredetileg Fülöp fiának, Károly, Asztúria hercegének, a trónörökösnek szánták, az infáns mentális betegsége majd korai halála miatt – és révén, hogy Fülöpnek nem volt több fiúörököse –, a király maga vezette oltárhoz Annát. Házasságukra 1570. szeptember 12-én került sor Segoviában. Kapcsolatukból öt gyermek született, köztük a későbbi III. Fülöp spanyol király, aki egyedüli felnőttkort megért gyermekük lett. Anna királyné nem sokkal ötödik gyermeke, Mária 1580 februárjában való születését követően hunyt el Badajozban, influenza következtében, 1580. október 26-án.

## Gyermekei
|    | Gyermeke                  | Született           | Elhunyt            | Megjegyzés |
| -- | ------------------------- | ------------------- | ------------------ | --- |
| 1. | Ferdinánd infáns          | 1571. december 4.   | 1578. október 18.  | Asztúria hercege, trónörökös. Születése hatalmas eseménynek számított az országban. Fiatalon, mindössze hat esztendős korában vesztette életét vérhas következtében. |
| 2. | Károly Lajos infáns       | 1573. augusztus 12. | 1575. június 30.   | Kisgyermekként elhunyt. |
| 3. | Diego Félix infáns        | 1575. augusztus 15. | 1582. november 21. | Fivére halálát követően lett Asztúria hercege, a spanyol trón örököse. Fivéréhez hasonlóan fiatalon, hét esztendősen hunyt el fekete himlőben.                       |
| 4. | III. Fülöp spanyol király | 1578. április 14.   | 1621. március 31.  | Apja halálát követően Spanyolország királya lett. Ő lett II. Fülöp egyetlen fia, aki megérte a felnőttkort.                                                          |
| 5. | Mária infánsnő            | 1580. február 14.   | 1583. augusztus 5. | Hároméves korában meghalt. |